# Moskalenki (obwód smoleński)
Moskalenki (ros. Москаленки) – wieś (ros. деревня, trb. dieriewnia) w zachodniej Rosji, w osiedlu wiejskim Czistikowskoje rejonu rudniańskiego w obwodzie smoleńskim.

## Geografia
Miejscowość położona jest nad Bierieziną, 13 km od granicy z Białorusią, 8,5 km od najbliższego przystanku kolejowego (468 km), 2 km od drogi magistralnej M1 «Białoruś», 1 km od drogi regionalnej 66K-31 (droga R120 / Płoskoje – Priwolje – Ordowka – Komissarowo / M1), 24 km od centrum administracyjnego osiedla wiejskiego (Czistik), 27 km od centrum administracyjnego rejonu (Rudnia), 46,5 km od Smoleńska.
W granicach miejscowości znajduje się ulica Lesnaja (3 posesje).

## Demografia
W 2010 r. miejscowości nikt nie zamieszkiwał.

## Historia
W czasie II wojny światowej od lipca 1941 roku wieś była okupowana przez hitlerowców. Wyzwolenie nastąpiło w październiku 1943 roku.
Uchwałą z dnia 20 grudnia 2018 roku w skład jednostki administracyjnej Czistikowskoje weszły wszystkie miejscowości (w tym Moskalenki) osiedla wiejskiego Smoligowskoje.